# Michał Goleniewski
Michał Franciszek Goleniewski (ur. 16 sierpnia 1922 w Nieświeżu, zm. 12 lipca 1993 w Nowym Jorku) – podpułkownik aparatu bezpieczeństwa Polski Ludowej, agent wywiadu USA.

## Życiorys
Urodził się w rodzinie Michała, który pracował jako księgowy, i Janiny Goleniewskich. Jego wykształcenie ograniczyło się do 4 klas gimnazjum, które zdołał ukończyć do wybuchu II wojny światowej w 1939 roku. W czasie okupacji niemieckiej aresztowano go za działalność w organizacji niepodległościowej. Następnie pracował w Wolsztynie.
W 1945 roku został przyjęty do Polskiej Partii Robotniczej i do pracy w organach bezpieczeństwa Polski Ludowej. W 1947 roku ukończył kurs szefów PUBP w Legionowie. W strukturach aparatu bezpieczeństwa szybko awansował, pracując między innymi: w PUBP w Zielonej Górze, WUBP w Poznaniu, WUBP w Gdańsku, MBP i KdsBP w Warszawie. Pełniąc kolejno funkcję: intendenta, referenta, zastępcy szefa (PUBP), naczelnika (WUBP), naczelnika Wydziału IX w Departamencie I (MBP) i zastępcy dyrektora Departamentu II (KdsBP). W latach 1955–1957, był zastępcą szefa Głównego Zarządu Informacji.
Uważany był przez zwierzchników za oficera wybitnie inteligentnego, choć trudnego pod względem charakteru. Działał jako mąż zaufania NKWD i KGB w polskich strukturach wywiadowczych.
W 1959 roku rozesłał do placówek CIA w Europie listy wyjawiające szczegóły szpiegowskiej działalności Harry’ego Houghtona, agenta w strukturach administracji brytyjskiej. Po uzgodnieniach telefonicznych, 4 stycznia 1961 roku wraz ze swą kochanką zgłosił się w rezydenturze wywiadu amerykańskiego w Berlinie Zachodnim. Wyjawił wówczas miejsce, w którym ukrył kolekcję mikrofilmów zawierających tajne materiały oraz zdekonspirował znane sobie siatki szpiegowskie na Zachodzie. Dzięki jego zeznaniom ujęto agentów radzieckich: George’a Blake’a funkcjonariusza brytyjskiej MI-6, Heinza Felfego z niemieckiej Organizacji Gehlena, amerykańskiego dyplomatę w Warszawie Irwina C. Scarbecka, szwedzkiego attaché Stiga Wennerströma oraz Gordona Lonsdale’a (Konon Mołody).
W 1961 roku został zawieszony w czynnościach służbowych, a następnie wyrokiem Sądu Warszawskiego Okręgu Wojskowego w Warszawie skazany na karę śmierci, utratę praw publicznych i obywatelskich praw honorowych na zawsze oraz przepadek całego mienia na rzecz Skarbu Państwa z powodów: 1) jako oficer WP i naczelnik Wydziału VI Departamentu I MSW działając na szkodę Państwa Polskiego, dopuścił się ucieczki zagranicę do NRD i przekazania agenturze wywiadu imperialistycznego wiadomości stanowiących tajemnicę państwową specjalnego znaczenia; 2) na przestrzeni lat 1958–1960 dopuścił się zagarnięcia mienia społecznego, nad którym sprawował zarząd z tytułu zajmowanego stanowiska, sumy 500 dolarów USA i 200 funtów szterlingów; 3) w dniach 27.12.1960 r. i 4.01.1961 r. w Berlinie zagarnął mienie społeczne, nad którym sprawował zarząd z tytułu zajmowanego stanowiska, a to 16300 marek NRF, 300 dolarów USA i 600 marek NRD.
Po pewnym czasie Michał Goleniewski zaczął twierdzić, że jest cudownie ocalałym carewiczem Aleksym, zbiegłym do Polski w 1917 roku. We wrześniu 1964 roku, obwołano go nawet następcą tronu Rosji. Wraz z utwierdzaniem swych roszczeń do korony rozszerzał swoje oskarżenia o szpiegostwo na rzecz Związku Radzieckiego. Objął nimi m.in. profesora Harvardu Henry’ego Kissingera, późniejszego sekretarza stanu USA oraz oficera brytyjskiej tajnej służby (Secret Service – MI5, następnie jej szefa), Michaela Hanleya. Budziło to coraz większe wątpliwości oficerów pracujących z Goleniewskim, a niektórzy uważali go nawet za schizofrenika.
Innego zdania byli James Jesus Angleton i późniejszy dyrektor CIA, Richard Helms. Obaj twierdzili, że zachowanie Goleniewskiego było sprytną grą, maskującą fakt, iż cały czas podlegał kontroli KGB, które za jego pośrednictwem zdecydowało się wydać część swojej agentury. Potwierdzał to jego były zwierzchnik, pułkownik Witold Sienkiewicz:

Sprawa Michała Goleniewskiego miała być specjalną kombinacją operacyjną, przeprowadzaną przez wywiad polski, Departament I MSW, wspólnie z wywiadem Związku Radzieckiego I Zarząd Główny KGB. Myślę, że Goleniewski nie był większym wariatem niż my wszyscy.

Michał Goleniewski zmarł w nowojorskim szpitalu w wieku 71 lat, 2 lipca 1993 roku. Przyczyną śmierci była przewlekła choroba.
Ojciec Jerzego Goleniewskiego, gitarzysty basowego zespołu Breakout.

## Odznaczenia
- Medal Zwycięstwa i Wolności 1945
- Brązowy Krzyż Zasługi
- Srebrny Krzyż Zasługi
- Złoty Krzyż Zasługi
- Odznaka „10 Lat w Służbie Narodu”
- Krzyż Kawalerski Orderu Odrodzenia Polski.